# Crazy Noisy Bizarre Town
「Crazy Noisy Bizarre Town」（クレイジー・ノイジー・ビザール・タウン）は、THE DUのシングル。2016年4月27日にワーナー・ホーム・ビデオから発売された。

## 概要
表題曲「Crazy Noisy Bizarre Town」は、テレビアニメ『ジョジョの奇妙な冒険』Part4 ダイヤモンドは砕けないの第1クールオープニングテーマに起用された。ディスクジャケットには、『ダイヤモンドは砕けない』の主人公・東方仗助とその親友・虹村億泰及び広瀬康一が描かれている。
歌を担当したTHE DUは城田純、和田泰右、Jeityの3人からなるユニットであり、アニメが放映されることに伴い結成された。同年、さいたまスーパーアリーナで開催されたAnimelo Summer Live2016 刻-TOKI-にこの曲を掲げて出演を果たした。

## 収録曲
全曲 作詞：こだまさおり、作曲：小田和奏
1. Crazy Noisy Bizarre Town [3:06]
  - 編曲：MACARONI☆
  - UHFアニメ『ジョジョの奇妙な冒険 ダイヤモンドは砕けない』第1クールオープニングテーマ
  - 新たな物語の始まりを感じさせる、軽快なイントロが印象的[11]。
2. Crazy Noisy Bizarre Town EDM arrange Ver. [3:07]
  - 編曲：田中義人、鈴木Daichi秀行
3. Crazy Noisy Bizarre Town（Instrumental） [3:06]
4. Crazy Noisy Bizarre Town EDM arrange Ver.（Instrumental） [3:05]